# 密道追踪之阴兵虎符
《密道追踪之阴兵虎符》（英語：Tomb Robber），是中国大陆首部3D冒险电影，剧情改编自网络写手蛇从革（笔名：老蛇）的盗墓力作《密道追踪》，导演俞岛，主演李炳渊、母其弥雅、唐文龙、李涛，2014年12月5日在中国大陆上映。导演赢得中美电影节“金天使奖”最佳新晋导演奖。

## 剧情
该片讲述一群盗墓者围绕着阴山下的无价之宝“阴兵虎符”展开争夺宝贝之战的故事。

## 演出
- 李炳渊 饰 大拿
- 母其弥雅 饰 嫣儿
- 唐文龙 饰 神偷
- 李涛 饰 老沙

## 制作
- 制片人：俞胜利
- 摄影：吴樵
- 剪辑：张一凡
- 制作公司：云文（北京）影业投资有限责任公司
- 发行公司：北京剧角映画文化传媒有限公司

## 票房
该片票房为504万人民币。